# Ady Mariska
Ady Mariska (Hadad, 1888. február 26. – Budapest, 1977. február 4.) magyar költő, elbeszélő. Ady Endre unokatestvére volt.

## Élete
Budapesten szerzett tanítói oklevelet, írói munkásságát novellával és tárcával kezdte; az önálló társadalmi létet kereső és kiharcoló nő hangját szólaltatta meg. Az első világháborúban elvesztette férjét, Landt Lajost, s a három árvával magára maradt özvegy versekben panaszolja el a háború súlyos következményeit. Lírai képalkotásában Ady Endrét követi. Írásai főleg erdélyi lapokban, így a Csíki Lapok, Ellenzék, Magyar Nép, Pásztortűz, Székely Nép, Szilágy, Vasárnapi Ujság, Zord Idő hasábjain jelentek meg. Az Ady életrajz számára értékes családi emlékezései Kovalovszky Miklós Emlékezések Ady Endréről (I. Budapest, 1961) c. munkájában is szerepelnek. Tagja volt a Kemény Zsigmond Társaságnak.

## Kötetben szépirodalmi munkái
- Sok ború – kevés derű (elbeszélések, rajzok, Zilah, 1907)
- Én az őszben járok (versek, Székelykeresztúr, 1924; 2. bőv. kiad. Kolozsvár)